# Minsheng Bank Building
Minsheng Bank Building (chiń. 武汉民生银行大厦; pinyin Wǔhàn Mínshēng Yínháng Dàshà) - wieżowiec w Wuhanie, w Chinach, o wysokości 331,3 m. Budynek został otwarty w 2007, posiada 68 kondygnacji.